# Beso (canción)
«Beso» es una canción de la cantautora española Rosalía y el cantautor puertorriqueño Rauw Alejandro para su EP colaborativo, RR (2023). La producción de la canción estuvo a cargo de Dylan Patrice, Alejandro, Rosalía y Noah Goldstein. Fue lanzado por Sony Music el 24 de marzo de 2023 como el sencillo principal del EP. Una canción pop y de reguetón emo, es una canción de amor, en la que cantan sobre el anhelo de un beso entre ellos, así como su miedo a la separación.
«Beso» recibió reseñas positivas de la crítica musical, quienes asumieron que sería una de las canciones del verano. La canción fue un éxito comercial, alcanzando el puesto número uno en España, así como el top 5 en otros países como Chile y Suiza, y en la lista estadounidense Billboard Hot Latin Songs. También alcanzó la cima de la lista estadounidense Billboard Latin Digital Song Sales y alcanzó el puesto número 10 en la lista Billboard Global 200. La canción fue certificada platino en España. Un videoclip que lo acompaña, lanzado simultáneamente con la canción, se compuso principalmente de videos grabados por los cantantes en modo de selfi y presenta una serie de momentos clave que los dos habían pasado juntos durante su relación. Confirmaron su compromiso al final del video.

## Antecedentes y lanzamiento
Después de meses de intercambiar mensajes directos en Instagram, Rosalía y Alejandro se conocieron en persona en Las Vegas durante la 20.ª entrega anual de los Premios Grammy Latinos en noviembre de 2019 y se enamoraron. Comenzaron a salir en privado y trabajaron juntos en varios proyectos musicales; Rosalía se presentó como corista en «Dile a él» (2020) y «Corazón despeinado» (2022) de Alejandro, y coescribió «Caprichoso» (2022), mientras que Alejandro coescribió «Chicken Teriyaki» de Rosalía (2022). Hicieron pública su relación en septiembre de 2021. Durante una entrevista con Billboard en mayo de 2022, Alejandro habló sobre colaborar con Rosalía:
Por supuesto, ya tenemos algunas [cosas planeadas] en el estudio. Es una sorpresa. Esas canciones están [bajo] seguridad adicional. Estamos planeando hacer el lanzamiento  —no voy a decir cuándo, pero pronto. Lo estamos haciendo por el amor de los fanáticos y ella es mi chica y esas canciones las hice con más amor.
El 13 de marzo de 2023, la pareja anunció que lanzaría un EP colaborativo de tres canciones titulada RR el 24 de marzo y reveló los títulos de las pistas como «Beso», «Vampiros» y «Promesa». El 15 de marzo de 2023, Rosalía compartió un adelanto de «Beso» en TikTok, en el que se la veía «a punto de compartir un beso» con Alejandro, mientras se cantaban la canción. RR fue lanzado para descarga digital y streaming por Columbia Records el 24 de marzo de 2023, y «Beso» fue incluida como la primera pista. El mismo día, la canción fue elegida como el sencillo principal de promoción del proyecto, emitido por Sony Music para estaciones de radio italianas y latinoamericanas.

## Música y letras
Musicalmente, «Beso» es una canción pop y de reguetón emo. Jon Pareles de The New York Times destacó la voz «alta, pequeña y trémula» de los cantantes sobre «un ritmo brusco rematado con teclados y cuerdas casi barrocos». La canción fue escrita por Alejandro y Rosalía, mientras que la producción estuvo a cargo de Dylan Patrice, Alejandro, Rosalía y Noah Goldstein. Tiene una duración total de 3 minutos y 14 segundos. Líricamente, «Beso» es una canción de amor en la que cantan sobre el anhelo de un beso entre ellos, así como su miedo a la separación. La letra incluye, «Ya yo necesito otro beso / Uno de esos que tú me da' / Estar lejos de ti e' el infierno / Estar cerca de ti es mi paz».

## Recepción crítica
Tras su lanzamiento, «Beso» recibió reseñas muy positivas de los críticos musicales. Escribiendo para Cosmopolitan, Natalia Arroyo asumió que «va a ser una de las canciones del verano». Del mismo modo, el personal de Happy FM calificó la canción como «una canción que suena a hit» y creía que «sonará mucho durante los próximos meses», y señaló que «tiene todos los ingredientes para ser un nuevo éxito de la pareja de artistas del momento».

## Promoción

### Videoclip
Durante una entrevista con Ibai Llanos, Rosalía y Alejandro confirmaron que las tres pistas de RR estarían acompañados de videos musicales. El 21 de marzo de 2023, los dos compartieron un avance del videoclip de «Beso» en las redes sociales, y anunciaron que se lanzaría simultáneamente con el EP el 24 de marzo. El video fue lanzado en la fecha especificada. Presenta una serie de momentos clave que los dos pasaron juntos durante su relación —desde sus conciertos y el estudio hasta vacaciones y viajes internacionales a países como Francia y Japón. El video está compuesto principalmente por vídeos grabados por ellos mismos en modo de selfi. En la escena final, cuando la música se desvanece, la pareja confirma su compromiso. Rosalía, con los ojos llorosos, muestra a la cámara un anillo con un diamante enorme y dice: «Ay, Dios mío, y todo el rímel aquí corrido. Te amo». Mientras sostiene su teléfono con una mano y la caja marrón del anillo con la otra, mira a Alejandro y lo besa. En sus reseñas para Billboard, Isabela Raygoza describió el videoclip como «hermoso», y elogió cómo anunciaron su compromiso de la manera «más dulce» y «más creativa».

### Presentaciones en vivo
Alejandro interpretó «Beso» por primera vez en el Barclays Center en Brooklyn, durante su concierto como parte del Saturno World Tour el 24 de marzo de 2023. Esa misma noche, Rosalía interpretó la canción entre sus otras canciones en el Festival Estéreo Picnic de 2023 en Bogotá, como parte de su gira de festivales de 2023. Una semana después, los dos interpretaron la canción por primera vez juntos en el Estadio Hiram Bithorn en San Juan, Puerto Rico, durante el concierto de Alejandro como parte del Saturno World Tour. El 15 de abril de 2023, Rosalía trajo a Alejandro durante su presentación en el Festival de Coachella de 2023 e interpretaron «Beso» juntos.

## Posicionamiento en listas
| Listas (2023)                                   | Mejor posición |
| ----------------------------------------------- | -------------- |
| América Latina (Monitor Latino)                 | 4              |
| Argentina (Argentina Hot 100)                   | 11             |
| Argentina (Monitor Latino)                      | 6              |
| Bélgica (Ultratop 50 Valonia)                   | 45             |
| Bolivia (Billboard Bolivia Songs)               | 10             |
| Bolivia (Monitor Latino)                        | 14             |
| Brasil (Top 10 Latino)                          | 5              |
| Canadá (Canadian Hot 100)                       | 75             |
| Chile (Billboard Chile Songs)                   | 3              |
| Chile (Monitor Latino)                          | 12             |
| Centroamérica (Monitor Latino)                  | 7              |
| Colombia (Billboard Colombia Songs)             | 9              |
| Costa Rica (Monitor Latino)                     | 12             |
| Ecuador (Billboard Ecuador Songs)               | 10             |
| Ecuador (Monitor Latino)                        | 20             |
| El Salvador (Monitor Latino)                    | 6              |
| España (PROMUSICAE)                             | 1              |
| Estados Unidos (Billboard Hot 100)              | 52             |
| Estados Unidos (Billboard Hot Latin Songs)      | 4              |
| Estados Unidos (Billboard Latin Airplay)        | 10             |
| Estados Unidos (Billboard Latin Pop Airplay)    | 3              |
| Estados Unidos (Billboard Latin Rhythm Airplay) | 3              |
| Estados Unidos (Billboard Rhythmic)             | 30             |
| Francia (SNEP)                                  | 36             |
| Guatemala (Monitor Latino)                      | 8              |
| Honduras (Monitor Latino)                       | 14             |
| Irlanda (IRMA)                                  | 74             |
| Italia (FIMI)                                   | 23             |
| Luxemburgo (Billboard Luxembourg Songs)         | 5              |
| México (Billboard Mexico Songs)                 | 16             |
| Mundo (Billboard Global 200)                    | 10             |
| Nicaragua (Monitor Latino Pop)                  | 8              |
| Países Bajos (Single Top 100)                   | 98             |
| Panamá (Monitor Latino)                         | 6              |
| Paraguay (Monitor Latino)                       | 3              |
| Perú (Billboard Peru Songs)                     | 10             |
| Perú (Monitor Latino Pop)                       | 5              |
| Portugal (AFP)                                  | 7              |
| Puerto Rico (Monitor Latino)                    | 4              |
| República Dominicana (Monitor Latino)           | 5              |
| Suecia (Sverigetopplistan Heatseeker)           | 11             |
| Suiza (Schweizer Hitparade)                     | 3              |
| Uruguay (Monitor Latino)                        | 5              |
| Venezuela (Monitor Latino Pop)                  | 5              |

## Certificaciones
| País           | Organismo certificador | Certificación | Ventas certificadas | Ref.   |
| -------------- | ---------------------- | ------------- | ------------------- | ------ |
| España         | PROMUSICAE             | 3× Platino    | 180 000             | [ 70 ] |
| Italia         | FIMI                   | 2x Platino    | 200 000             | [ 71 ] |
| México         | AMPROFON               | Oro           | 70 000              | [ 72 ] |
| Suiza          | IFPI Suiza             | Oro           | 10 000              | [ 73 ] |
| Estados Unidos | RIAA                   | Platino       | 500 000             | [ 74 ] |

## Historial de lanzamiento
| Región         | Fecha               | Formato(s)            | Discográfica                      | Ref.   |
| -------------- | ------------------- | --------------------- | --------------------------------- | ------ |
| América Latina | 24 de marzo de 2023 | Airplay               | Sony Music                        | [ 6 ]  |
| Italia         | 24 de marzo de 2023 | Airplay               | Sony Music                        | [ 5 ]  |
| Estados Unidos | 2 de mayo de 2023   | Rhythmic contemporary | Sony Music Latin Columbia Records | [ 75 ] |